# Hans Wöckinger
Hans Wöckinger (* 8. Mai 1943 in Ried in der Riedmark) ist ein österreichischer Politiker.

## Leben und Wirken
Wöckinger maturierte 1963 am Gymnasium der Jesuiten in Linz-Freinberg und schloss 1970 sein Studium der Rechte und der Staatswissenschaften an der Universität Wien ab. Beruflich war er beim Oberösterreichischen Bauern- und Nebenerwerbsbauernbund tätig. Seine politische Laufbahn begann 1973 als Vizebürgermeister der Marktgemeinde Ried in der Riedmark. Von 1. Jänner 1990 bis 29. Oktober 1991 war er Bundesrat.